# تخصیص‌گر
در زبان‌شناسی، تخصیص‌گر (determiner) واحدی دستوری است که مصداق‌های بالقوۀ گروه اسمی را محدود می‌کند. تخصیص‌گر، یک واژه یا عبارت یا وند است که همراه اسم یا گروه اسمی می‌آید تا ارجاع آن اسم یا گروه اسمی را در متن بیان کند.
تخصیص‌گر ممکن است مشخص کند که آیا اسم (نام‌واژه) به عنصری نکره یا معرفه اشاره دارد؟ به عنصری دور یا نزدیک اشاره دارد؟ به یک عنصر اشاره دارد یا چند عنصر؟ و غیره.

## در فارسی
نمونه‌های تخصیص‌گرها در فارسی 
صفات اشاره: این، آن؛
ضمایر ملکی: -تان، -شان؛
کمیت‌نماها: خیلی، کم، چند